# Piero Zeno
Piero (o Pietro) Zeno (Venezia, ... – Smirne, 1345) è stato un condottiero ed esploratore italiano.

## Origine e discendenza
Discendente della nobile famiglia veneziana degli Zeno (o Zen) fu soprannominato il "Dragone", per via della figura del drago che portava sul suo scudo. Lo Zeno ebbe una prole molto numerosa, infatti alla sua morte, lasciò ben 10 figli tra maschi e femmine, tra i quali vanno ricordati l'ammiraglio Carlo Zeno e i navigatori Nicolò e Antonio, avuti dalla prima moglie Agnese Dandolo sposata nel 1326.

## Il condottiero
Nel 1330, fu nominato dalla Repubblica di Venezia, provveditore della flotta, nelle acque dell'arcipelago greco, dove perseguitò i corsari turchi e liberò la navigazione dai pericoli.
Nel 1334, fu inviato dalla Repubblica di Venezia in una spedizione contro i Turchi, e si congiunse con 8 galee francesi condotte da Jean de Chepoy, 10 galee dei cavalieri di San Giovanni ed altre cipriote. Intercettò 200 navi leggere del turco Yahşi Bey, principe di Marmara, e del fratello Demir Han Bey, principe di Sinope. Le flotte si scontrarono nei pressi di Smirne, dove lo Chepoy e lo Zeno riportarono una netta vittoria sugli avversari con il seguente bilancio: 50 navi turche catturate o affondate e 5.000 turchi uccisi nel combattimento. Nel 1335, assunse il comando della flotta veneziana. Salpò da Venezia con più di 100 navi e si scontrò con i turchi nell'arcipelago, riportando un'altra vittoria sugli avversari, ai quali vennero catturate molte navi, e successivamente sbarcò in Anatolia. Nel 1337, tornò in patria e partecipò alla vittoriosa spedizione di Venezia, alleata di Firenze, contro gli Scaligeri.
Assunse nuovamente il comando della flotta contro i turchi nel 1343. A capo di  15 galee, vi si collegò con i pontifici e con una squadra genovese di 4 unità. Conquistò Smirne, attaccando e vincendo sulla flotta ottomana. Si unirono alla sua armata anche le navi di Cipro e quelle dei cavalieri di Rodi. Realizzò per la terza volta uno sbarco sulle coste dell'Asia Minore e si inoltrò nella terraferma verso Smirne. Riconquistò tale città che venne subito assediata dagli avversari. Le truppe di Cipro e quelle dei Cavalieri Gerosolimitani tentarono di incendiare le macchine da guerra utilizzate dai turchi per assediare la città, ma furono sconfitti e avvenne una carneficina per i cristiani caduti in un'imboscata. Lo Zeno e l'ammiraglio Martino Zaccaria stavano assistendo in cattedrale alle funzioni celebrate dal patriarca di Costantinopoli Enrico d’Asti, e a loro volta subirono un'altra imboscata da parte dei turchi. Nell'attacco vennero uccisi tutti i membri della spedizione. I corpi dello Zeno e del patriarca Enrico vennero successivamente trasportati nell'Isola di Negroponte per esservi sepolti. Secondo Marin Sanudo, viceversa, lo Zeno sarebbe invece morto durante uno scontro navale.